# Ossona
Ossona (AFI: /osˈsona/; Ossòna in dialetto milanese, AFI: [uˈsɔːna]) è un comune italiano di 4 385 abitanti della città metropolitana di Milano in Lombardia.

## Geografia fisica

### Territorio
Il comune di Ossona confina ad ovest con Mesero, Inveruno e Marcallo con Casone a sud con il comune di Santo Stefano Ticino, a est col comune di Arluno ed a nord con Casorezzo.

### Sismologia
Dal punto di vista sismico Ossona presenta un rischio molto basso ed è stata classificata come comune zona 4 (bassa sismicità) dalla protezione civile nazionale.

### Clima
Il clima di Ossona è quello caratteristico delle pianure settentrionali italiane con inverni freddi e abbastanza rigidi ed estati che risentono di elevate temperature; la piovosità si concentra principalmente in autunno e in primavera. Il paese appartiene alla zona climatica E.

## Storia

### Dall'epoca romana al medioevo
Le più antiche testimonianze relative alla storia di Ossona risalgono al I secolo a.C. come testimonia il ritrovamento, avvenuto alla fine degli anni cinquanta del Novecento, di una sepoltura a cremazione di epoca celtica accompagnata da vasellame d'epoca.
Per le prime notizie documentarie, il primo dato di Ossona medievale risale al 1213 quando il comune viene citato in un atto notarile come patria d'origine di tale Pietro, testimone in una compravendita. Sempre nel medesimo secolo, grazie alla cronaca di Goffredo da Bussero, apprendiamo che la parrocchia di Ossona era sottoposta alla Pieve di Corbetta.
Nel Quattrocento, originario di Ossona era anche Giovanni da Ossona, per tre anni unico sindaco e capitano della Repubblica Ambrosiana nata a Milano, seguita alla morte dell'ultimo Visconti e prima della signoria degli Sforza.

### L'infeudazione
Da sempre dedito all'agricoltura e con una diffusa povertà, il comune si barcamenò tra le pestilenze del Cinquecento prima e del Seicento poi, rimanendo indipendente sino all'inizio del Seicento quando gli abitanti, pressati dalle continue mancanze finanziarie del comune, decisero di "mettere all'asta" la loro libertà, scendendo a compromessi per una infeudazione.
Malgrado questa volontà, il comune venne aggiudicato solo nel 1650 quando gli abitanti decisero di "deprezzare" ulteriormente il valore in lire di ogni nucleo famigliare. Il feudo di Ossona venne acquistato nel settembre del 1650 dal marchese Vercellino Maria Visconti per 2360 lire. La storia di Ossona si legò indissolubilmente a quella della famiglia Visconti sino al 1794 quando, alla morte dell'ultimo erede della famiglia Giuseppe Maria, il feudo tornò allo stato di Milano.

### L'Ottocento: due volte comune, due volte frazione
Nel 1786 il comune di Ossona fu inserito nella provincia di Pavia. Con l'ingresso di Napoleone Bonaparte a Milano nel 1796 e la relativa riorganizzazione dello stato milanese, Ossona venne aggregata al Dipartimento del Ticino con capoluogo Pavia per poi essere spostata dal 1798 direttamente sotto il governo di Milano.
Nel 1811 il comune di Ossona, limitato per numero di abitanti, perse la propria autonomia e venne aggregato come frazione al vicino abitato di Arluno, con rabbia degli abitanti locali che si videro privati dell'insieme di tradizioni storiche e religiose che contraddistinguevano l'abitato da secoli. La situazione perdurò però sino al Congresso di Vienna del 1815 quando Ossona tornò ad essere comune autonomo.
Durante la Seconda guerra d'indipendenza italiana, Ossona ebbe parte minima negli scontri della vicina Battaglia di Magenta col solo coinvolgimento della frazione di Asmonte, a sud del centro abitato, senza che si registrasse alcun danno per le case, gli abitanti o le coltivazioni locali. Con l'unità d'Italia il comune di Ossona passò dalla provincia di Pavia a quella di Milano.
Il 24 febbraio 1869, re Vittorio Emanuele II decretò la soppressione del comune di Ossona e la sua aggregazione a quello vicino di Casorezzo come frazione, dal momento che l'abitato casorezzese presentava un numero maggiore di abitanti. La situazione sembrò essere accettata pacificamente da ambo le parti sino al 1887 quando il comune di Casorezzo si rifiutò di contribuire alla costruzione dell'ingresso del cimitero di Ossona, fatto che accese inevitabilmente la rivalità tra le due realtà. L'ex comune di Ossona mosse un primo esposto al Ministero degli Interni nel 1890 chiedendo la scissione dal comune di Casorezzo, ma senza successo. Infine il 10 giugno 1909 re Vittorio Emanuele III decretò la definitiva divisione dei due comuni, anche per il fatto che entrambi nel frattempo avevano raggiunto il numero di 1 500 abitanti, necessario per costituirsi in comune a norma di legge.
Con la fine dell'Ottocento, il comune di Ossona venne interessato dalla costruzione del Canale Villoresi, elemento che segna il definitivo passaggio da una irrigazione legata alla natura ad una governata dall'uomo, garantendo una stabilità del raccolto. Una diramazione del canale attraversa ancora oggi il terreno comunale di Ossona da nord a sud.

### Il Novecento
Con il recupero dell'autonomia, per Ossona inizia un nuovo periodo difficile che permane per un trentennio sino all'avvento del fascismo quando vengono realizzate alcune significativi servizi a favore della popolazione tra cui il locale acquedotto, un sistema fognario e le scuole comunali.
A partire dal secondo dopoguerra, Ossona ha conosciuto un nuovo periodo di crescita demografica dovuta al lento ma progressivo sviluppo dovuto all'impianto sul territorio comunale di industrie.

### Simboli
Stemma
(R.D. 12 aprile 1939)
Lo stemma comunale di Ossona è stato concesso con regio decreto del 12 aprile 1939 e, nell'intento dei suoi creatori, andò ad illustrare i tratti caratteristici dell'economia locale, ovvero la spiga di grano nel primo campo che simboleggia appunto l'attaccatura tradizionale all'agricoltura ed alle coltivazioni, mentre nel secondo campo si trova un albero di gelso nodrito (del quale non si vedono le radici) a simboleggiare l'economia delle filande che per lungo tempo contraddistinsero il comparto artigianale prima ed industriale poi del paese.
Gonfalone

## Monumenti e luoghi d'interesse

### Architetture religiose

#### Chiesa parrocchiale di San Cristoforo

La facciata della chiesa

La chiesa di San Cristoforo è la chiesa parrocchiale di Ossona e la sua esistenza è attestata già nel Liber Notitiae Sanctorum Mediolani di Goffredo da Bussero del XIII secolo.
Le numerose visite pastorali tra il Quattrocento ed il Settecento, determinarono nei secoli numerosi rifacimenti strutturali e ornamentali, ed in particolare quella di san Carlo Borromeo, che visitò il paese nel 1570 e nominò ufficialmente il primo parroco nella persona di don Carlo Romano.
Al Settecento, risalgono il campanile e le forme esterne della facciata della chiesa, delimitata da lesene e da una caratteristica grande lunetta sopra il portale principale che un tempo accoglieva una finestra che dava luce all'interno e che venne poi sostituita dall'attuale grande formella in ceramica bianca e blu raffigurante il santo patrono quando all'interno della chiesa, in controfacciata, venne posto l'organo.
Nel 1879 furono rimbiancate e ripulite le pareti e furono aggiunti vetri colorati alla navata centrale: il restauro fu finanziato con la vendita delle mattonelle dei gradini della piazza antistante (realizzata a rizzata nel 1852), che venne ridotta per consentire il passaggio della tranvia interurbana Milano – Magenta/Castano Primo. A conclusione dei lavori, la chiesa venne consacrata ufficialmente nel 1908 ad opera dell'arcivescovo di Milano, il cardinale Andrea Carlo Ferrari. L'ultimo restauro avvenne negli anni ottanta con l'apertura di vani laterali all'altare precedentemente usati come sacrestia per accogliere il sempre crescente numero di fedeli presenti alle celebrazioni.
All'interno comprende l'altare maggiore e due cappelle minori, di cui una dedicata a San Cristoforo e l'altra alla Madonna del Rosario.

#### Chiesa di San Bartolomeo

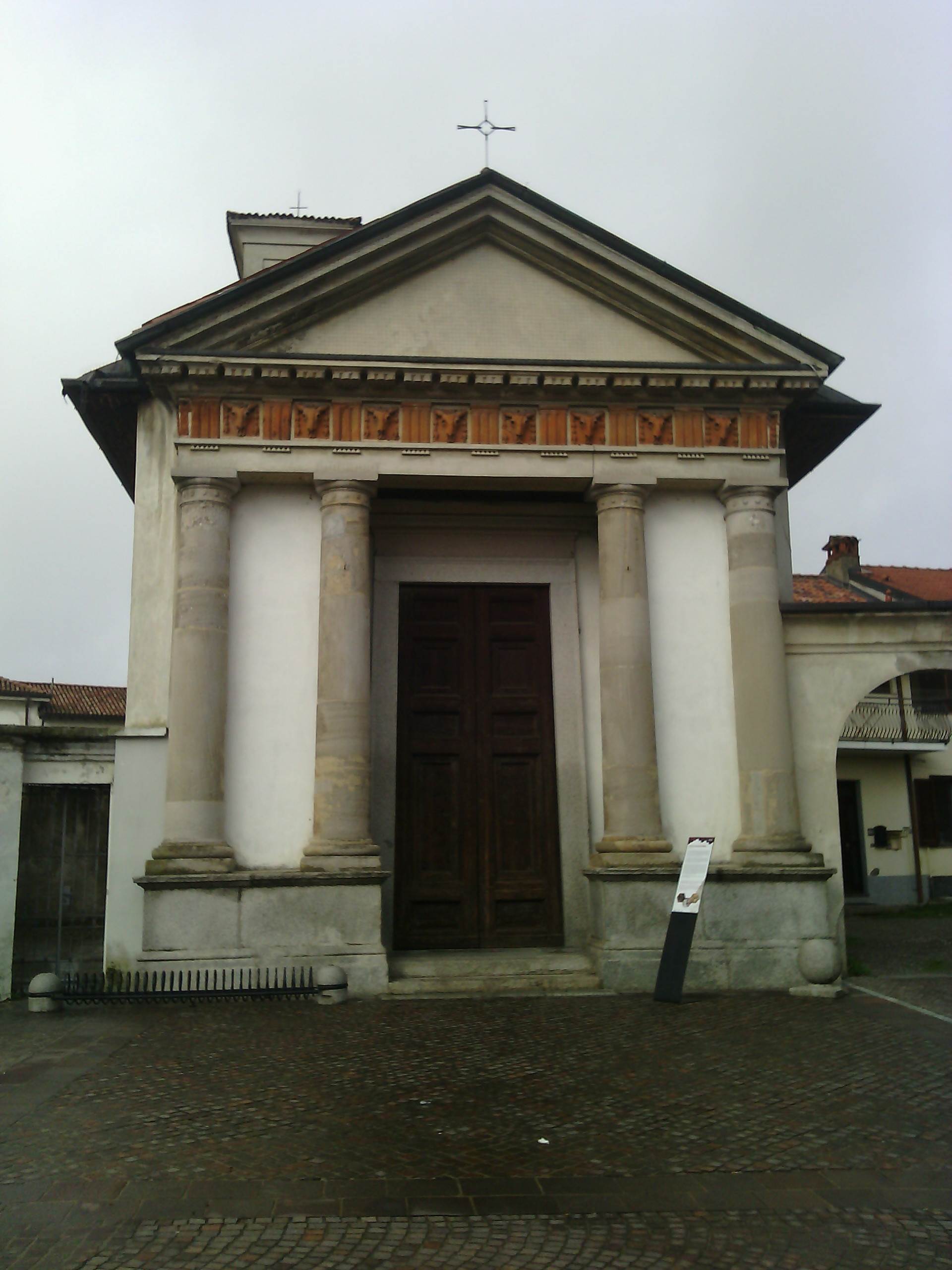
La facciata della chiesa

La chiesa, immediatamente adiacente alla villa Litta Modigliani, fu fatta edificare dall'arcivescovo Ariberto d'Intimiano nell'XI secolo, allo scopo di fornire un rifugio alle milizie arcivescovili che stazionavano nella zona.
A fine Trecento venne ornata da Ambrogio De Medici e nel Cinquecento san Carlo Borromeo diede disposizioni per mutare la posizione della porta d'ingresso per favorire l'accesso dalla piazza antistante.
All'interno conserva dipinti seicenteschi e settecenteschi, attribuiti ai pittori Francesco Paglia, detto il Palea, Pietro Antonio Magatti, Carlo Francesco Nuvolone e Ettore Procaccino il Giovane.
La pala d'altare rappresentante Il martirio di san Bartolomeo è attribuita Simone Peterzano, che fu maestro del Caravaggio.
La facciata, come appare oggi, risale al 1803 e venne eretta ad opera dell'architetto Piacenza in stile eclettico, con elementi neoclassici ed egizi.
Di proprietà demaniale sino agli inizi del Novecento, venne poi acquistata dalla parrocchia.

#### Cappella Litta Modignani

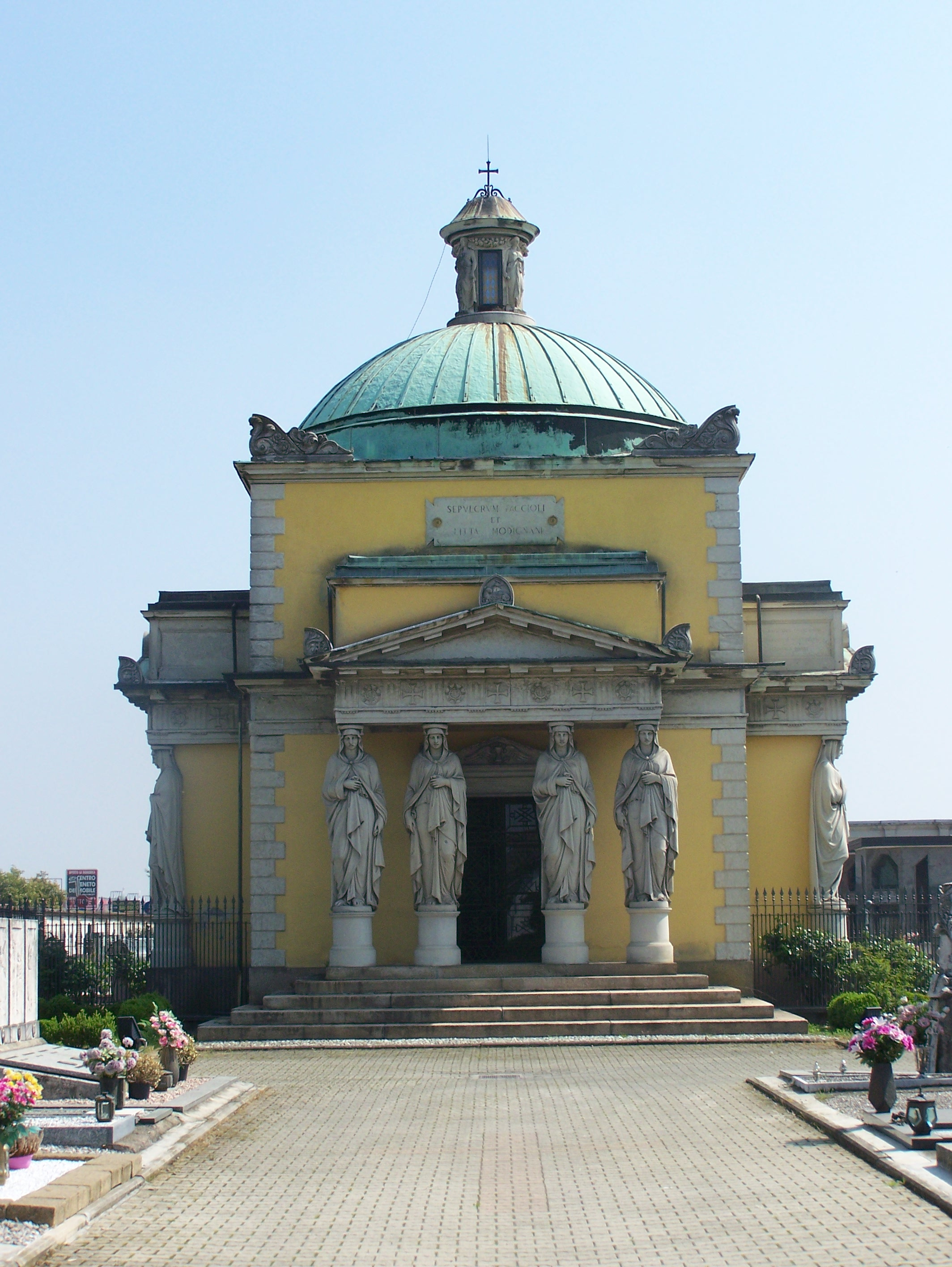
La cappella funeraria della famiglia Litta Modignani nel cimitero di Ossona

La cappella funeraria della famiglia Litta Modignani si trova al centro del cimitero di Ossona, di cui occupa buona parte dell'area interna, dirimpetto al cancello d'ingresso. La cappella, divenuta oggi luogo di officiatura nel camposanto, venne eretta nel 1844-1846 dalle famiglie Taccioli e Litta Modignani per accogliervi le spoglie dei propri cari, su progetto dell'architetto Luigi Clerichetti che si ispirò alla Rotonda di Tergasio dell'architetto Ambrogio Nava.
La struttura, realizzata sulla forma della rotonda palladiana, è sormontata da una cupola ricoperta di rame e presenta quattro ingressi laterali (di cui uno solo effettivamente accessibile), contraddistinti ciascuno da un pronao a quattro cariatidi sormontanti un timpano.

#### Cappelletta del Lazzaretto
La piccola cappella si trova all'altezza delle ultime abitazioni a nord di Ossona, sulla via per Casorezzo.
Essa venne edificata nel Seicento, nelle immediate adiacenze del luogo ove sorgeva l'antico lazzaretto, costruito in occasione di una delle pesanti pestilenze che colpirono la zona tra la fine del Cinquecento e la prima metà del Seicento.
La cappella è stata donata al comune nel 2003 dalla famiglia Bienati.
Esternamente, la chiesa si presenta in forme semplici e ai lati dell'ingresso si trovano ancora oggi due piccole finestrelle circolari che danno all'interno della chiesa, come voleva la tradizione del post-Concilio di Trento, per permettere di seguire la funzione anche ai peccatori non comunicati.
All'interno la chiesa conserva due affreschi seicenteschi, restaurati nel 2004 con i contributi di privati e imprese locali dalla nota restauratrice milanese Pinin Brambilla che ha curato il restauro dell'Ultima Cena di Leonardo. Degli affreschi uno raffigura il lazzaretto di Ossona con la chiesa dei Santi Nabore e Felice (della quale non sono rimaste tracce storiche) e l'altro l'attuale chiesa parrocchiale. Nell'abside è dipinta una Pietà con la Madonna e san Carlo Borromeo.

### Ville e palazzi

#### Villa Litta Modignani

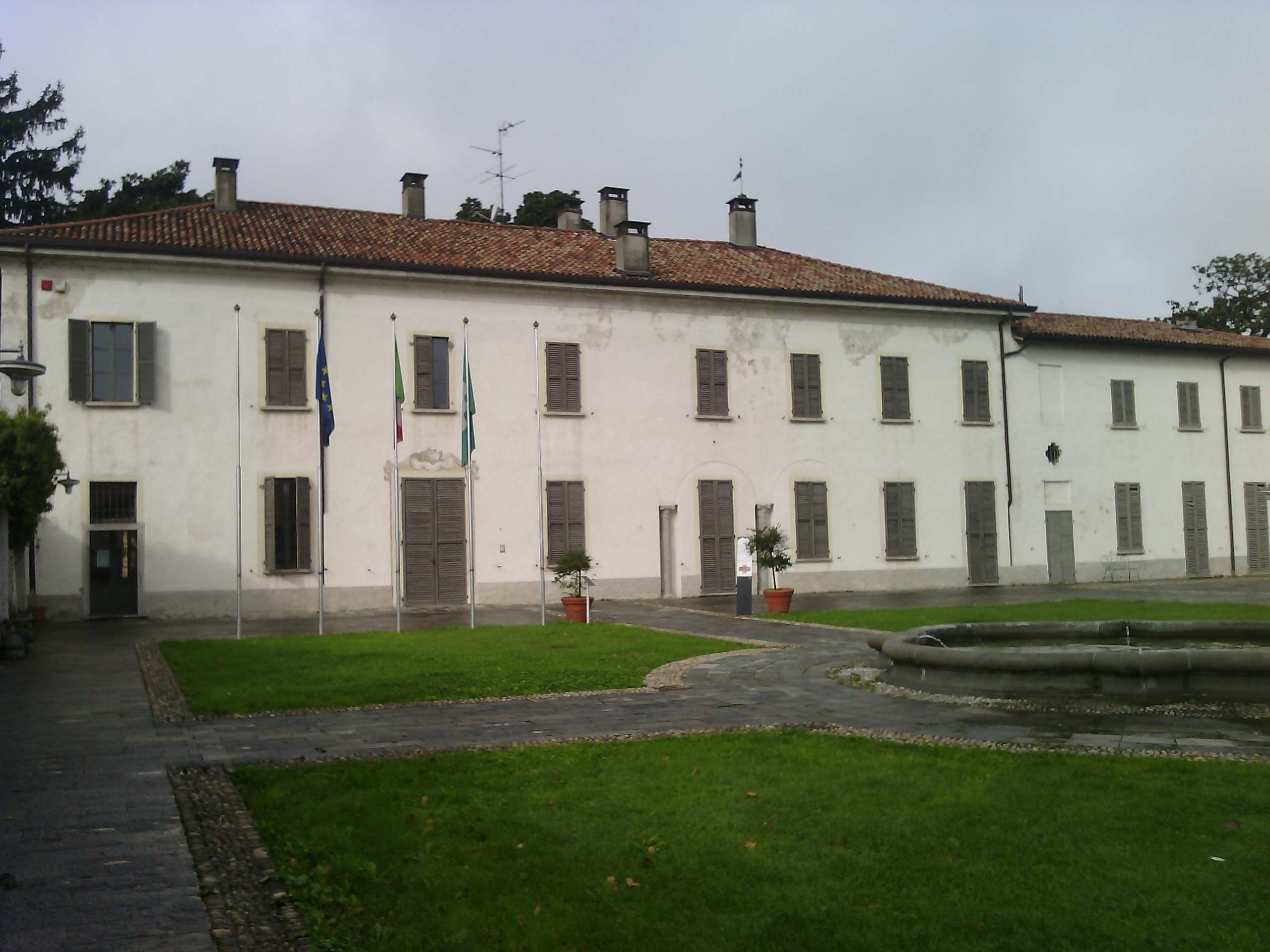
La facciata principale della villa.

Le origini della Villa, attuale sede municipale, risalgono al Seicento.
Nel 1659 il marchese Vercellino Maria Visconti, feudatario di Ossona, la acquistò dall'allora proprietario Luigi Palazzi e rimase in proprietà della famiglia fino al 1777. La proprietà passò quindi in eredità alla famiglia di Marcantonio Trebbia, che dal 1796 vi dimorò stabilmente sino al 1810. La villa con il parco adiacente passò quindi a Luigi e Camillo Taccioli, che la ammodernarono e vi costruirono un agrumaio. Nel 1880 Giulia Taccioli sposò Gianfranco Litta Modignani.
Durante i primi decenni del Novecento, il cortile era utilizzato per l'allevamento dei bachi da seta ed attorno agli anni trenta venne risistemata la piazza adiacente alla struttura.
Nel 1959 un incendio distrusse parte della villa, che venne ridimensionata ed abbassata di un piano per volontà dei proprietari a partire dal 1961 per garantire maggiore staticità e sicurezza all'intero stabile. Dagli anni sessanta iniziò il declino e il successivo abbandono della villa, che subì inoltre danni da una forte grandinata nell'agosto del 1986.
Nel 1998 il Comune ha acquistato la proprietà, dando inizio ai lavori di recupero per destinarla agli uffici comunali. Dopo il restauro degli affreschi interni lo stabile è stato inaugurato il 24 aprile 2004. Inoltre è stato acquistato il parco adiacente alla villa e reso all'uso da parte della cittadinanza.
Della decorazione originaria, permangono all'interno della villa almeno due sale, una dipinta a grisaille e l'altra con cineserie, con pavimentazione a mosaico d'epoca.
Notevole è anche il grande scalone che conduce ai piani superiori, decorato sulle pareti da affreschi con scene di caccia strappati dalla locale Villa Vanini prima della sua demolizione.

#### Villa Bosi

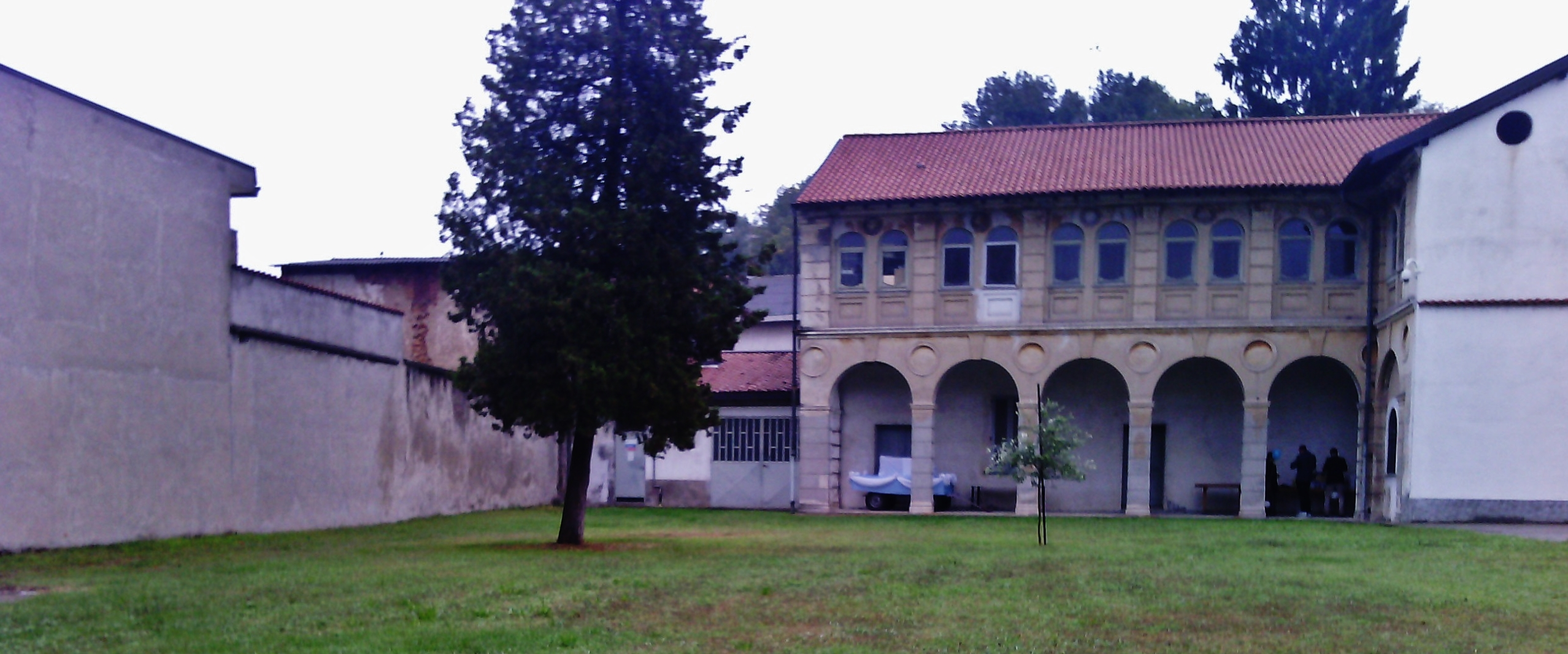
Villa Bosi, di fianco alla chiesa parrocchiale.

Di antica costruzione e risalente nelle forme attuali al Settecento, Villa Bosi è posta nelle immediate vicinanze della chiesa parrocchiale di Ossona.
L'ultima proprietaria, la signora Francesca Bosi Meraviglia, lasciò come legato testamentario nel 1938 che la sua villa sita in Ossona diventasse un ospedale convalescenziario per bambini di proprietà dell'Ospedale Maggiore di Milano. La struttura, dopo i necessari lavori di riadattamento, venne aperta nel novembre di quello stesso anno sotto la direzione del professor Adriano Bocchini il quale, cinque anni più tardi, vi accolse l'intera divisione pediatrica dell'ospedale milanese ritenendo Ossona maggiormente al riparo dai bombardamenti che stavano colpendo la città di Milano.
La struttura divenne col tempo insufficiente a livello di posti e troppo onerosa per il mantenimento al punto che, dopo l'ennesimo rifacimento degli spazi interni, lo stesso Ospedale Maggiore optò per il trasferimento del convalescenziario a Introbio, presso Villa Serena, dal 1967. Da allora lo stabile, pur rimanendo di proprietà dell'Ospedale milanese, non ha ottenuto alcuna destinazione d'uso.

## Società

### Evoluzione demografica
- 557 nel 1751
- 990 nel 1771
- 818 nel 1805
- 1 062 nel 1853

Abitanti censiti

### Etnie e minoranze straniere
Al 1º gennaio 2019 nel comune risiedevano 350 cittadini stranieri, ovvero il 8.1% della popolazione totale. Le nazionalità più rappresentate erano:
1. Albania, 61
2. Marocco, 38
3. Romania, 36
4. Kosovo, 31
5. Pakistan, 22
6. Cina, 20

## Infrastrutture e trasporti
Il comune è collegato con i comuni del magentino, del legnanese e con Milano attraverso un servizio di autolinee gestito da Movibus.
Fra il 1879 e il 1952 la località era servita dalla tranvia Milano-Castano Primo altresì nota con il soprannome di Gambadelegn.

## Amministrazione
Il Sindaco attuale è Giovanni Venegoni, sostenuto dalla lista civica Uniti per Ossona; è stato eletto Sindaco di Ossona con le consultazioni elettorali dell'8-9 giugno 2024, al suo primo mandato.